# Оковецкий собор
Собор Око́вецко-Ржевской иконы Божией Матери (Око́вецкий собор) — православный храм в городе Ржеве Тверской области, кафедральный собор Ржевской епархии Русской православной церкви.
Основан в 1821 году на Князь-Дмитровской стороне, на пересечении 1-й и 2-й Предтеченских улиц, в 120 метрах от берега Волги.

## История
До недавнего времени историки и краеведы предполагали, что первая деревянная церковь на месте собора была построена в 1758—1759 годах, однако найденные архивные документы — переписные книги XVII века, подтвердили иную дату. Церковь Иоанна Предтечи существовала здесь в 1678 году, а возможно даже и за 100 лет до этого.
В XVII веке Ржев переживал вторжение иноземных полчищ. Были разрушены монастыри, сожжены храмы. От деревянной церкви Иоанна Предтечи остался лишь каменный фундамент.
В декабре 1715 года верующие и обыватели Князь-Дмитровской стороны обратились к царю с просьбой — разрешить построить на церковной Предтеченской земле, рядом со сгоревшей церковью, новый деревянный храм в честь иконы Ржевской Богоматери.
В 1717 году по Указу митрополита Стефана Яворского, «в устье» Волги, как значится в летописи был построен деревянный храм иконы Ржевской Богоматери.
Храм, кроме приписанных к приходу ржевитян, в праздничные и воскресные дни посещали прихожане других приходов. Так с каждым годом увеличивалось число верующих обращающихся за помощью к иконе Оковецко-Ржевской Божьей Матери.
В XVII—XVIII веках в России деревянные храмы стали заменять на каменные. Храмы возводились на тех же освященных местах и сохраняли те же названия. Ржевская деревянная церковь к тому времени перестала вмещать прихожан. Она была тесновата, неказиста, слишком близка к берегу реки, не исключалась возможность её затопления во время весенних паводков.
В архивных документах ржевского историка Т. Горской сохранилось историческое описание обращения прихожан, в мае 1818 года, к Тверскому архиепископу владыке Серафиму. Прихожане просили разрешить им поставить новый храм того же имени, но уже на Спасской площади. Строительство обещали осуществлять на собственные пожертвования с добавкой из кошельковой кассы. Храм должен был быть выполнен в камне.
К тому времени (с XIX века), Указ Священного Синода запрещал строить новые деревянные церкви. При скромности материалов и без архитектурных излишеств постройка из камня, считал Синод, не должна обойтись дороже деревянной.
Власти Тверской епархии согласились с решением, принятым ржевскими прихожанами; с условием — «чтобы они до свечной суммы отнюдь не касались и до долгов церковь не доводили».

В 1818 году приход Оковецкой церкви от владыки Серафима получил храмозданную грамоту, документ который предписывал порядок строительства новой церкви. Тверская епархия заказала проект каменного храма, который должен был представлять собой новый архитектурный комплекс с колокольней, сторожкой и часовней. Губернский архитектор с проектом согласился, а архиепископ Тверской и Кашинский благословил строительство.

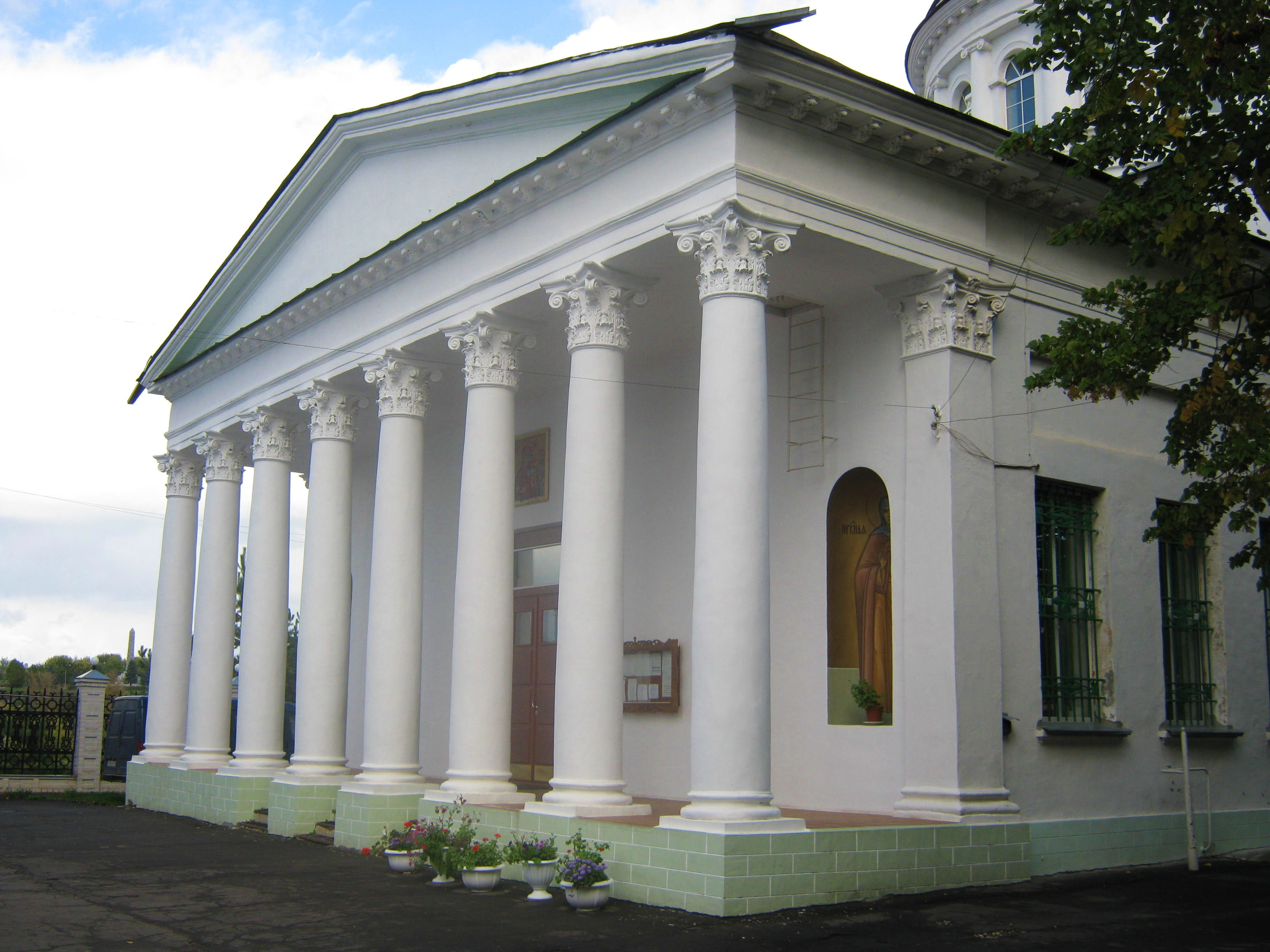
Портик Оковецкого собора

Уже можно было приступить к строительству храма на Спасской площади, в октябре 1818 года владыке Серафиму неожиданно поступило донесение от настоятеля Оковецкого храма, Андрея Васильева: 
«дважды», — пишет он, — «обращался к Тверскому гражданскому губернатору об отводе места под строительство церкви, на площади, о чём говорится и в храмозданной грамоте. И „никакого действия“. Между тем составлен письменный договор с Ржевским помещиком Евграфом Ланским о поставке 600 тысяч штук кирпича. Если до начала зимы не будет обозначено место „для поклажи“ этого кирпича, виновная сторона должна будет платить 5000 рублей, сумму не подъемную. Не может священник Васильев получить место на Спасской площади, но и никакого другого тоже».

О сложившейся ситуации, архиепископ обратился за содействием к тверскому губернатору Николаю Всеволжскому. Ответ губернатора был неожиданным для владыки: 
«на Спасской площади находится приходская церковь Спаса-Преображения, но священник Васильев считает, что там может поместиться и другая». 
Однако ржевский городничий 3акревский по просьбе граждан сообщил в губернское правительство: 
«площадное место невелико, в торговые дни на ней и соседних улицах стоит много возов с товарами. Новая Оковецкая церковь, сблизится с Преображенской и со всех сторон будет окружена строениями…»
Так как губернатор сам был глубоко верующим человеком, он сразу стал заниматься вопросом строительства Оковецкого храма. Вскоре он разобрался и сообщил: «…По генеральному плану застройки Ржева 1770 года, кроме существующей церкви на Спасской площади застройка не предполагается», и этот генеральный план для властей является фактически законом.
Так как возникший вопрос был серьезным, то губернатор посетил Ржев. Уладил дела с городничим, встретился с благочинным протоиереем Ржева Андреем Васильевым — настоятелем Оковецкого храма, они вместе осмотрели место для постройки храмового здания.
В итоге осмотра городских мест, губернатор назначил окончательную территорию под строительство — площадку «…в среде Предтечинского прихода, место удобное и составляющее вид и красоту города, где и в древние времена была церковь, и ныне есть признаки погребения тел». В виду имелась давно сгоревшая и разрушенная церковь во имя Иоанна Предтечи.
В 1821 году, место на пересечении 1-й и 2-й Предтеченских улиц, на холме где остался фундамент сгоревшей церкви, стало строительной площадкой.
В 1830 году, церковный староста и строитель, ржевский мещанин Федот Нетунахин писал архиепископу Амвросию о том, что строительство церкви подходит к концу, но прихожане просят построить на свои средства отдельную колокольню. На должности её строителей были утверждены мещанин Андрей Мясников и другие, подрядчиком выступил новоторжский купец Суворов. Уже к сентябрю был возведён первый этаж, использовано до 200 тысяч штук кирпича.
Настал 1840 год. Прошло уже целое десятилетие, а при строительстве колокольни Оковецкого храма не все хорошо; менялись выборные приходского Совета, отвечающие за закупку нужных материалов и сбор пожертвований. В Тверской епархии избрали нового владыку — архиепископа Григория, настоятелем Оковецкой церкви во Ржеве стал иерей Михаил Андреев. Прихожане храма иконы Оковецко-Ржевской Божьей Матери избирают одним из строителей колокольни Преображенского протоиерея Матфея Константиновского. В 1840 году он — «прикомандирован для отправления исполнения треб по Оковецкой церкви». Выбор прихожан был не случайным. Отец Матфей у всех слоёв Ржевского населения имел непререкаемый авторитет, ему легче было решать вопросы приобретения стройматериалов и организации достройки колокольни.
Между тем храм уже действовал. Ещё в 1832 году алтарь и основная часть храма были освящены протоиереем Ржевского Успенского собора Алексеем Соколовым. Спустя два года в 1834 году архиепископ Тверской и Кашинский освятил придельный храм с правой стороны — Рождества Иоанна Предтечи. В том же году Алексеем Соколовым был освящён и левый придельный храм во имя святого преподобного Нила Столобенского.
В июне 1831 года строительство одного из лучших храмов города — Оковецко-Ржевской иконы Божьей Матери было завершено. Принимала храм авторитетная комиссия, в составе которой были представители Тверской губернии и епархии, а также тверской архитектор Пётр Никитин, возглавлявший строительство храма.
Архивные источники сохранили описание первоначального вида Оковецкой церкви: «Вся церковь покрыта железом, покрашенным медяною краской; глава (купол), также оббита железом, а крест на главе деревянный, окованный жестью. Церковь вся оштукатурена; в верхнем этаже в окнах рамы со стёклами, внизу — железные решётки, в них рамы без стёкол. Двери железные, в трапезной — две печи из белого кафеля. В настоящей церкви устроен иконостас столярной лучшей работы с резными штуками, но позлащённый. Святые иконы написаны „греческим искусством“ (в традициях древнерусской живописи)».
После октябрьской революции церковь Оковецко-Ржевской иконы Божьей Матери была упразднена. Долгое время в помещении святыни находился склад, затем контора хлопкосбыта.
Сильно пострадавшие во время Великой Отечественной войны церковь и колокольня, были восстановлены. 20 лет храм эксплуатировал ржевский краеведческий музей, потом здание забросили.
За время запустения наружное состояние храма стало удручающе, подвергнут разрушению культурный слой внутри храма. В 1991 году здание Оковецкого храма было официально передано властями города русской православной церкви, началась его реставрация.
В том же 1991 году иереем Константином Чайкиным была совершена первая служба в Оковецком храме, ещё находящемся в убранстве строительных лесов.
Огромными усилиями ржевских предприятий, организаций и неравнодушных людей, храм был восстановлен.
В 1999 году в храме состоялась праздничная юбилейная соборная служба в честь 460−летия со дня явления Оковецко-Ржевской иконы Божьей Матери и Животворящего Креста.
28 декабря 2011 года решением Священного синода была образована Ржевская епархия. Оковецкий храм во Ржеве принял статус кафедрального собора в честь иконы Божией Матери «Оковецкая».

## Галерея

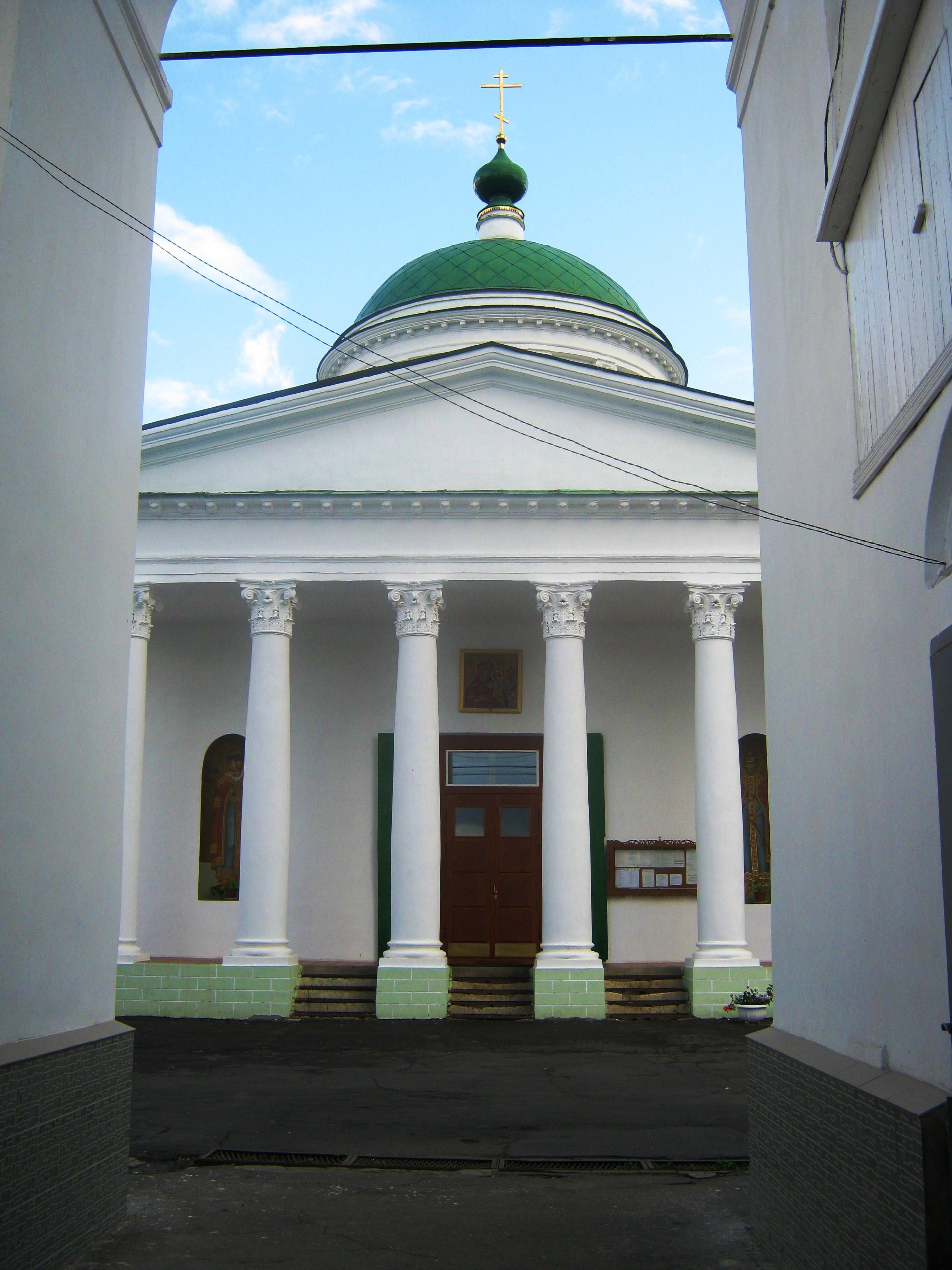
Вид на Оковецкий кафедральный собор через колокольню
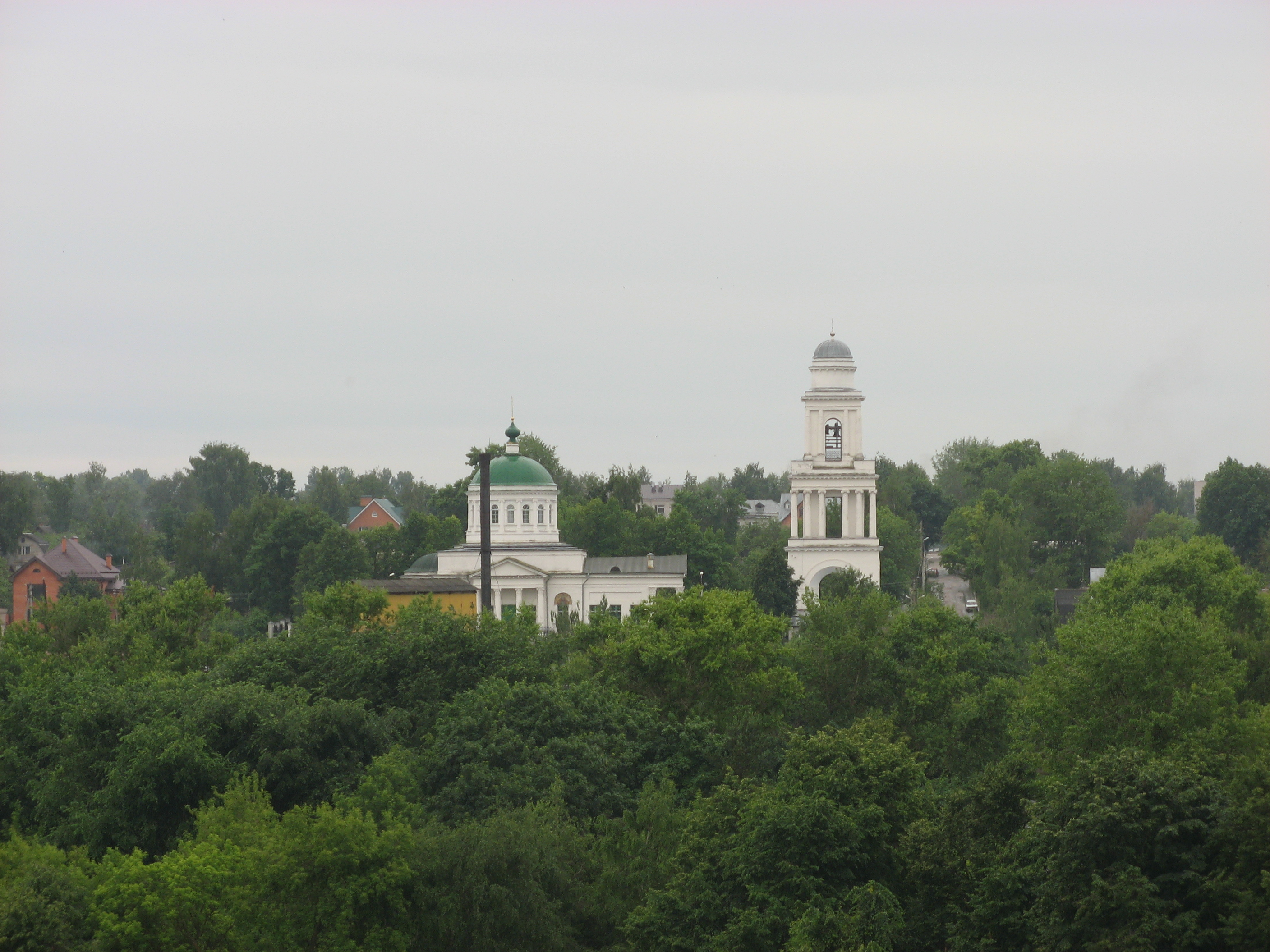
Оковецкий собор издалека
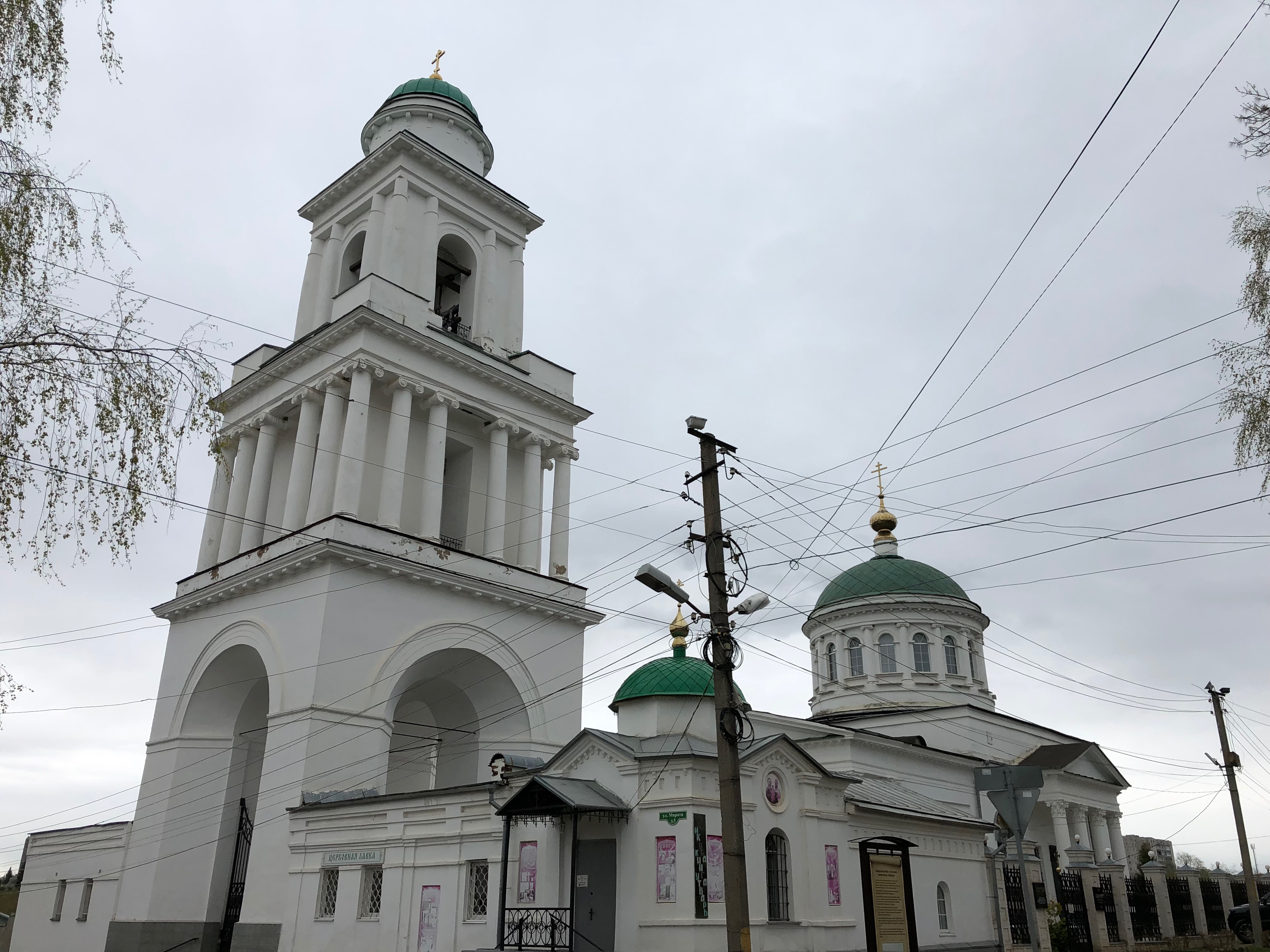
Кафедральный Собор Оковецкой иконы Божией Матери

## Современное состояние
В настоящее время (2020 год) при соборе действует Воскресная школа, отдел Религиозного образования и катехизации, миссионерский отдел. Также действует церковная лавка, в которой представлен широкий ассортимент как церковной утвари, так и печатной продукции различных жанров.

## Духовенство
- Иерей Сергий Макаров — настоятель собора, директор Воскресной школы;

- Иерей Георгий Иванов — штатный священник;
- Иерей Владислав Феценко — штатный священник;

- Диакон Дионисий Сударкин — штатный диакон
- Диакон Игорь Рязанцев — штатный диакон

## Святыни
- «Оковецкая» икона Божией Матери
- Икона преподобного Нила Столобенского с частичкой мощей
- Икона святителя Феофана, затворника Вышенского с частичкой мощей
- Икона священноисповедника Луки, архиепископа Крымского и Симферопольского с частичкой мощей
- Икона священномученика Фаддея, архиепископа Тверского с частичкой мощей